# Cigüela (Guadiana)
Der Cigüela oder Gigüela (spanisch Río Cigüela oder Río Gigüela) ist ein ca. 155 km langer rechter (nördlicher) Nebenfluss des Guadiana, der durch die Provinzen Cuenca und Ciudad Real in der Autonomen Gemeinschaft Kastilien-La Mancha in Spanien fließt.

## Verlauf
Der Cigüela entspringt etwa 6 km nordöstlich des Ortes Abia de la Obispalía in der Provinz Cuenca; von dort fließt er in südwestlicher Richtung. Von Bewässerungskanälen (acequias) begleitet passiert die Ruinen der römischen Stadt Segobriga; streckenweise ist der Fluss auch selbst begradigt worden. Beim Ort Arenas de San Juan quert eine Römerbrücke den Fluss. Dieser mündet im Nationalpark Tablas de Daimiel, ungefähr 8 km nordwestlich der Kleinstadt Daimiel, in den Guadiana.

## Nebenflüsse
- Río Záncara
- Río Amarguillo

## Orte am Fluss
- Horcajada de la Torre
- Villanueva de Alcardete
- La Puebla de Almoradiel
- Villarta de San Juan
- Arenas de San Juan